# Tadeusz Burdziński (1868–1925)
Tadeusz Burdziński (ur. 28 października (9 listopada) 1868 w Makarówce w guberni połtawskiej, zm. 15 lutego 1925 w Wilnie) – polski lekarz, ginekolog, profesor. 

## Życiorys
Absolwent medycyny Uniwersytetu Kijowskiego z 1894 r. Pracował m.in. w Petersburgu, specjalizując się w ginekologii, tamże w 1904 obronił pracę doktorską. Następnie był ordynatorem w Tambowie do 1918, gdy przyjechał na stałe do Polski. Jako lekarz brał udział w wojnie z Rosją Sowiecką. Po wojnie był oficerem rezerwy 9 Batalionu Sanitarnego w Siedlcach. Zweryfikowany w stopniu podpułkownika ze starszeństwem z 1 czerwca 1919 i 20. lokatą w korpusie oficerów sanitarnych, w grupie lekarzy. Później pracował w Warszawie, a od 1922 w Wilnie, gdzie w tymże roku uzyskał tytuł profesora nadzwyczajnego na tamtejszym uniwersytecie. Autor przeszło 25 publikacji naukowych. Pochowany na cmentarzu przy ul. Lipowej w Lublinie (kwatera P2KB-9-8).

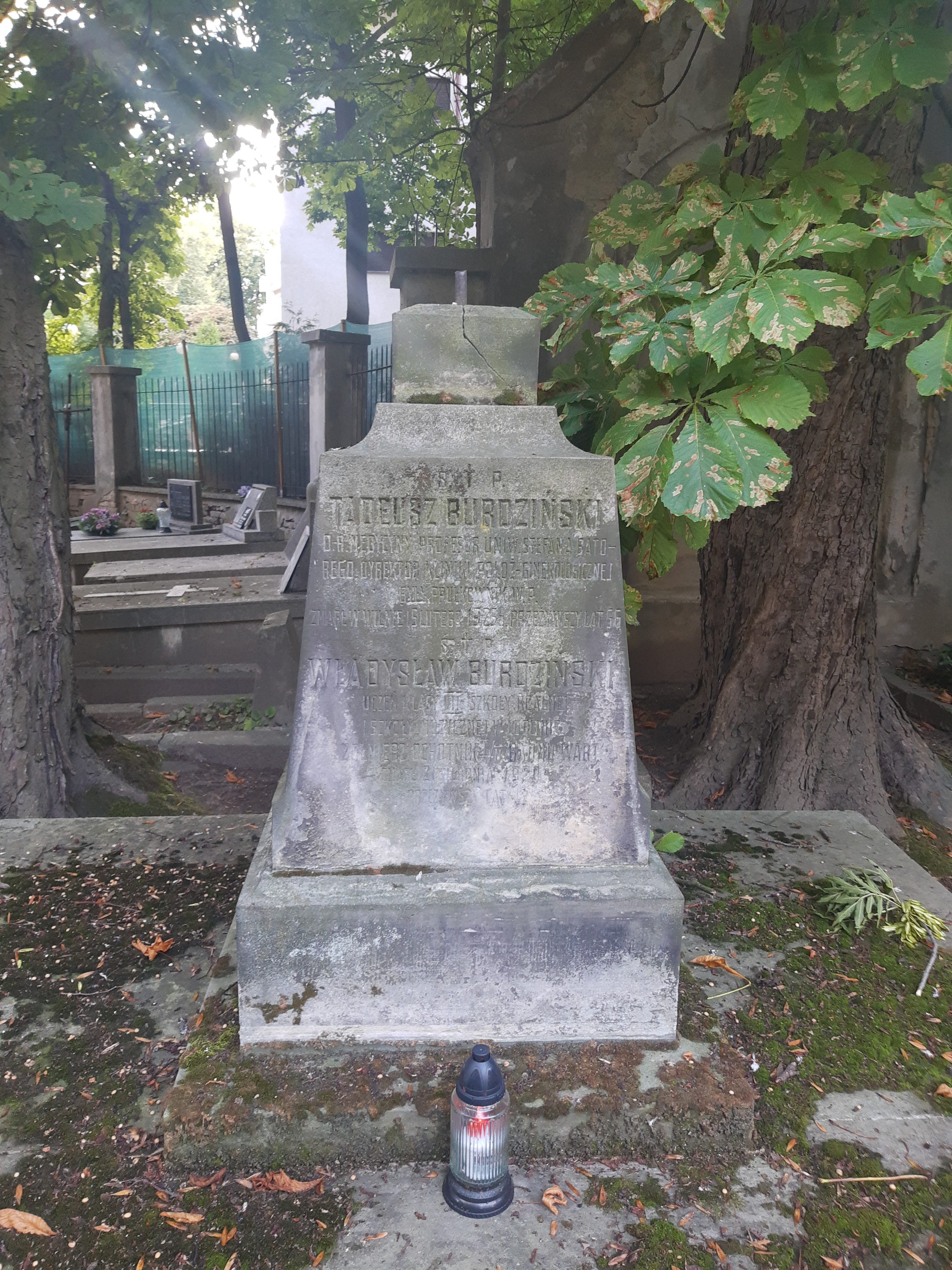
Grób prof. Tadeusza Burdzińskiego na cmentarzu przy ul. Lipowej

## Literatura dodatkowa
- W. Jakowicki: Burdziński Tadeusz. W: Polski Słownik Biograficzny. T. 3: Brożek Jan – Chwalczewski Franciszek. Kraków: Polska Akademia Umiejętności – Skład Główny w Księgarniach Gebethnera i Wolffa, 1937, s. 136. Reprint: Zakład Narodowy im. Ossolińskich, Kraków 1989, ISBN 83-04-03291-0